# Alleanza evangelica europea
L'Alleanza evangelica europea (AEE) è un organismo di cooperazione interprotestante europeo.
Nata nel 1950, ha sede legale a Bruxelles; rappresenta la diramazione europea dell'Alleanza evangelica mondiale (WEA).
Ne fanno attualmente parte le alleanze evangeliche nazionali di 33 paesi europei (compresa l'Alleanza evangelica italiana) più quelle della Turchia, Israele, Azerbaigian, Kazakistan e Kirghizistan.